# The Cowboy's Adopted Child
Pour plus de détails, voir Fiche technique et Distribution.
The Cowboy's Adopted Child est un film muet américain réalisé par Frank Montgomery et sorti en 1912.

## Fiche technique
- Titre : The Cowboy's Adopted Child
- Réalisation : Frank Montgomery
- Scénario : Frank Montgomery
- Photographie :
- Montage :
- Producteur : William Selig
- Société de production : Selig Polyscope Company
- Société de distribution : General Film Company
- Pays de production :  États-Unis
- Langue : film muet avec les intertitres en anglais
- Métrage : 260 mètres
- Format : Noir et blanc — 35 mm — 1,33:1 — Muet
- Genre : Western
- Durée : 8 minutes 40
- Dates de sortie : 
  - États-Unis : 2 janvier 1912

## Distribution
- Tom Santschi
- Roy Watson
- Eugenie Besserer
- George Hernandez
- Frank Clark
- Al Ernest Garcia
- Frank Richardson
- Baby Gertrude